# Johann Senn
Pour les articles homonymes, voir Senn.
Johann Chrysostomus Senn (né le 1er avril 1795 à Pfunds, mort le 30 septembre 1857 à Innsbruck) est un poète autrichien.

## Biographie
Johann Chrysostomus Senn est le fils de Franz Michael Senn, franc-tireur contre l'occupation napoléonienne. À partir de 1807, il vit à Vienne et va à l'Akademisches Gymnasium où il devient l'ami de Franz Schubert. Il étudie d'abord la philosophie, le droit et la médecine, mais ne termine aucune de ces études. Finalement, il devient tuteur d'Anton von Doblhoff-Dier. En 1815, son intérêt politique devient de plus en plus évident. Il appartient à une Studentenverbindung interdite lors du Vormärz et forme avec Schubert, le poète Johann Mayrhofer, l'avocat puis le rédemptoriste Franz von Bruchmann, le peintre Leopold Kupelwieser et le médecin Ernst von Feuchtersleben un cercle où on les classiques allemands et les premiers romantiques, propage l'idéalisme allemand et formule des critiques du régime de Metternich, ce qui est interdit en Autriche. En raison de ses idées révolutionnaires, il est arrêté en 1820, en prison pendant presque un an et finalement déporté dans le Tyrol. Il fait huit ans de service militaire et devient lieutenant. Une carrière civile étant difficilement possible, il vit jusqu'à sa mort en 1857 à Innsbruck en tant que secrétaire ou travaille dans l'administration du district. Senn meurt totalement seul à l'hôpital de la garnison d'Innsbruck et est enterré dans le cimetière militaire de Pradl. Son ami Adolf Pichler lui fit ériger une pierre commémorative en 1860.

## Œuvre
Son ami Franz Schubert met en musique ses deux poèmes Schwanengesang et Selige Welt. Senn ne publie qu'un seul volume de poésie de son vivant, dont le poème Der rote Tiroler Adler. En raison de l'importance de la popularité que prennent ses poèmes dans la propagande nationale, une rue d'Innsbruck porte son nom. Adolf Pichler et Moriz Enzinger font publier son œuvre en partie, mais la plupart de ses poèmes sont encore largement inédits et inconnus.